# Trogues
Trogues – miejscowość i gmina we Francji, w Regionie Centralnym, w departamencie Indre i Loara.
Według danych na rok 1990 gminę zamieszkiwały 292 osoby, a gęstość zaludnienia wynosiła 31 osób/km² (wśród 1842 gmin Regionu Centralnego Trogues plasuje się na 849. miejscu pod względem liczby ludności, natomiast pod względem powierzchni na miejscu 1177.).